# Cimetières ancien et nouveau de Villeurbanne
Cimetières ancien et nouveau de Villeurbanne est la réunion des deux cimetières de Villeurbanne en France. Le cimetière ancien de Villeurbanne fondé en 1864 et le cimetière nouveau de Villeurbanne en 1929 sont distants l'un de l'autre de quelques centaines de mètres.
Au total les deux cimetières s'étendent sur 22 hectares et incluent 24 000 sépultures.

## Localisation
Le cimetière ancien est localisé au 1 rue du cimetière. Le cimetière nouveau est au 192 rue Blum.

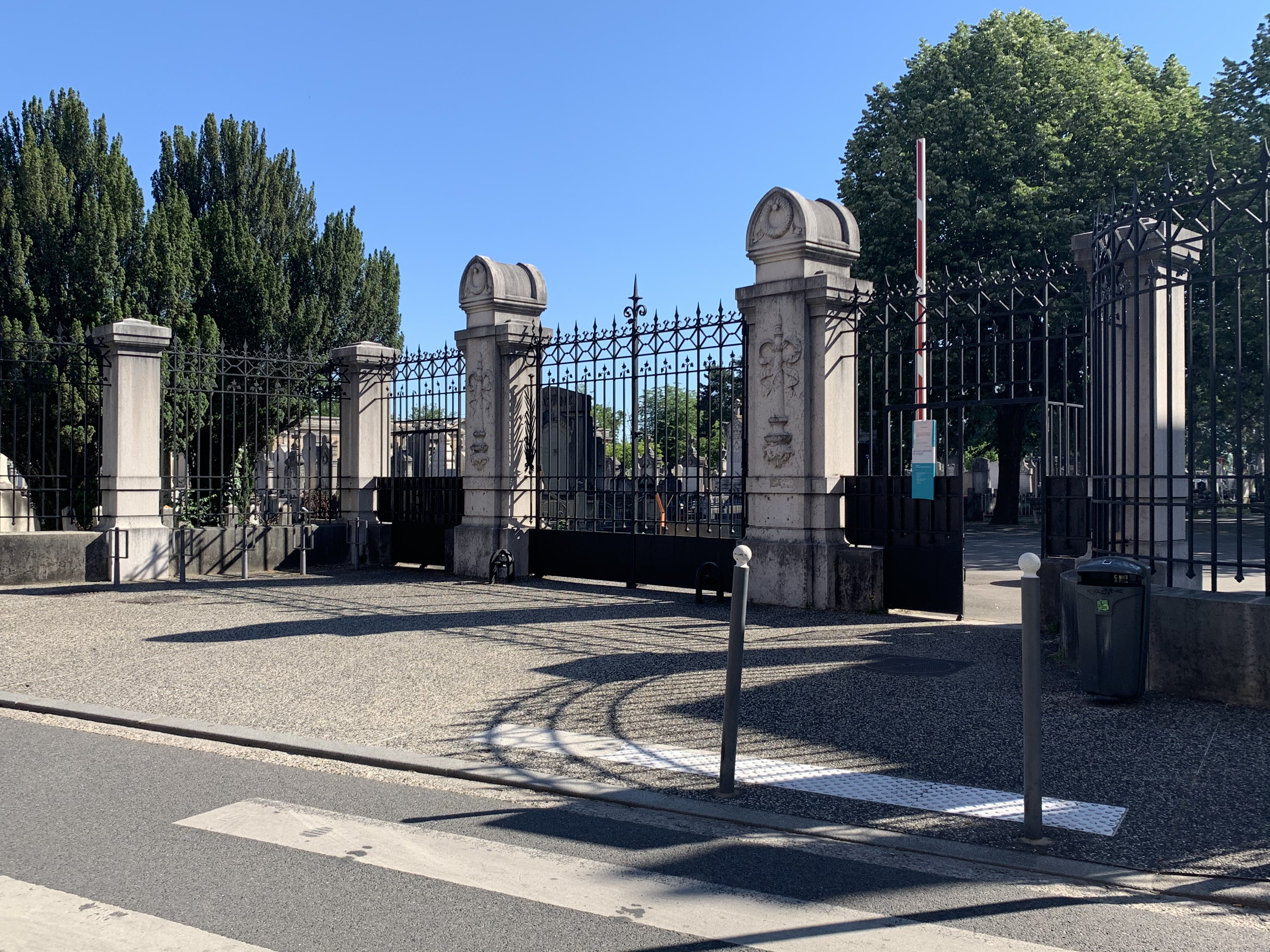
Entrée du cimetière ancien de Villeurbanne.
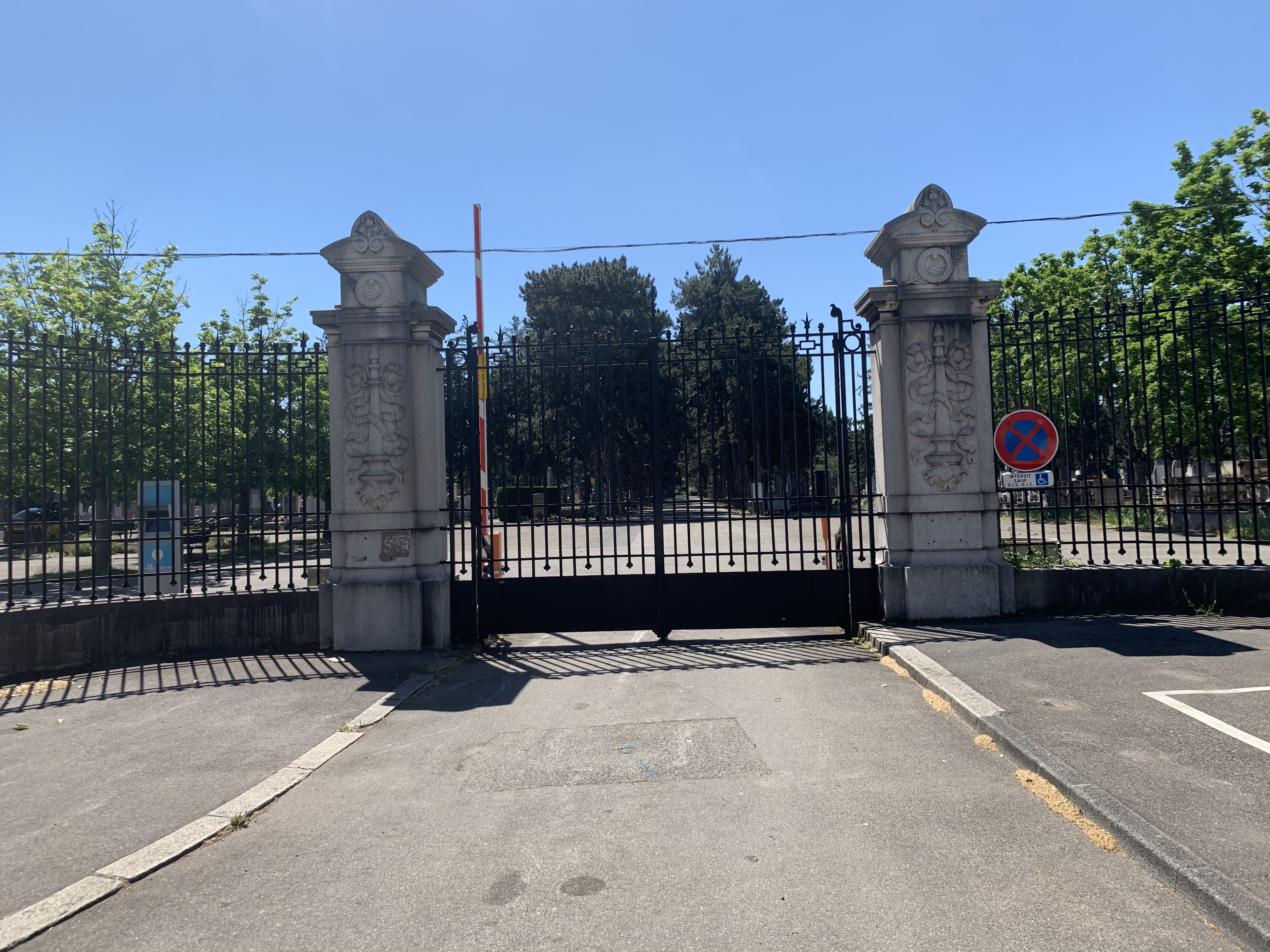
Entrée du cimetière nouveau de Villeurbanne.

## Histoire
L'ancien cimetière est également appelé « cimetière ancien de Cusset » du nom du quartier dans lequel il se trouve. Le nouveau cimetière est également appelé « cimetière nouveau de Cusset ».
L'ancien cimetière est béni le dimanche 6 décembre 1863 et ouvre le 1er janvier 1864.
Lazare Goujon procède à l'ouverture du nouveau cimetière de Villeurbanne le 1er septembre 1929.
Charles Hernu inaugure le carré musulman (ancien cimetière) et le carré juif (nouveau cimetière) en mars 1979.
Une stèle à la mémoire des personnes qui ont donné leur corps à la science est inaugurée le 13 octobre 1987 dans le nouveau cimetière. Dans l'ancien cimetière se trouve l'imposant Monument aux Villeurbannais morts pour la France dont la statue est réalisée par Jean-Louis Chorel. Le monument est inauguré le 11 novembre 1925 par Lazare Goujon. Il est par la suite complété par de petites stèles qui l'entoure dédiées à diverses guerres (Seconde Guerre mondiale, guerres d'indépendance en Afrique du nord, résistance intérieure française, notamment).

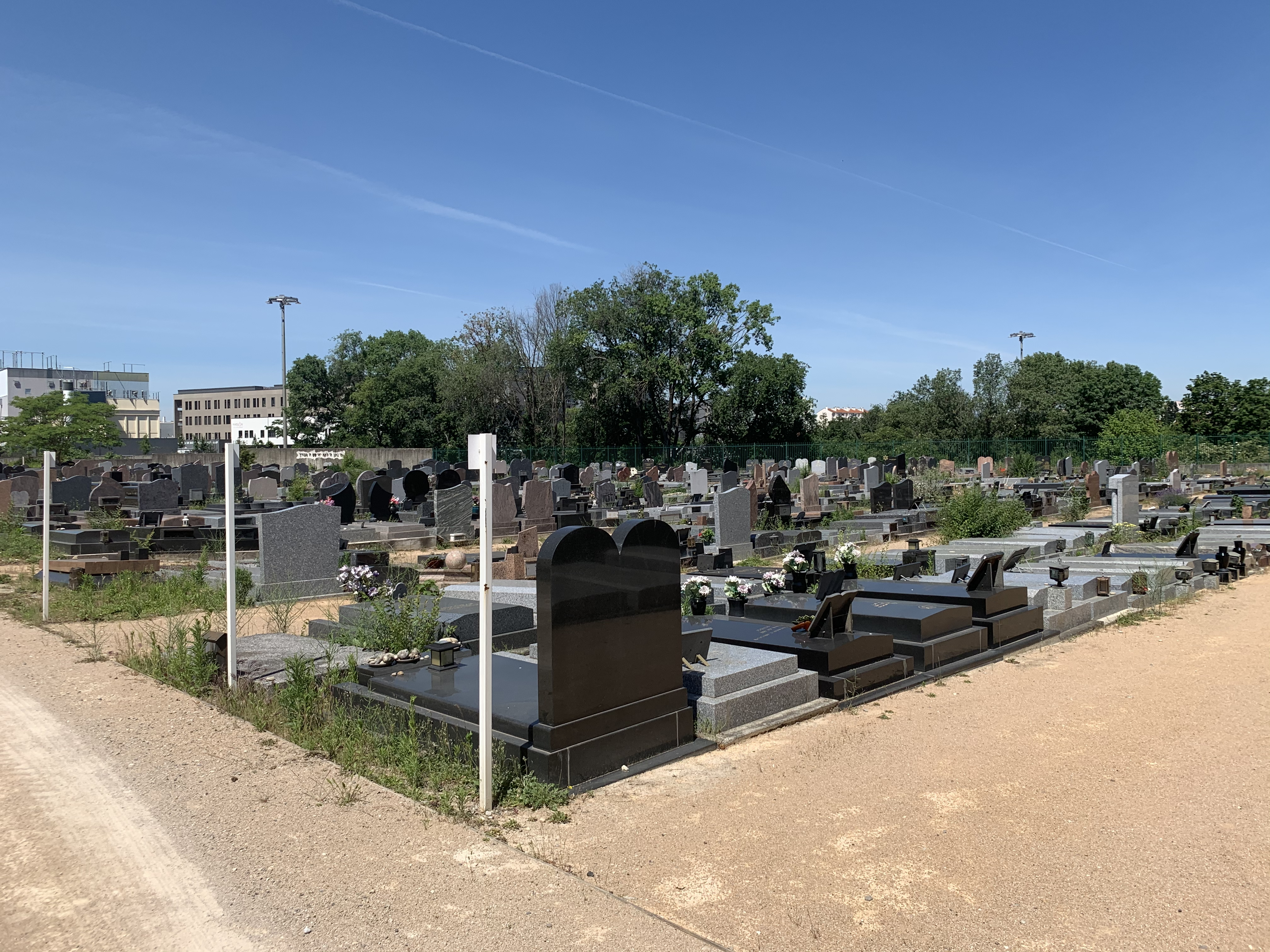
Cimetière israélite dans le cimetière nouveau.
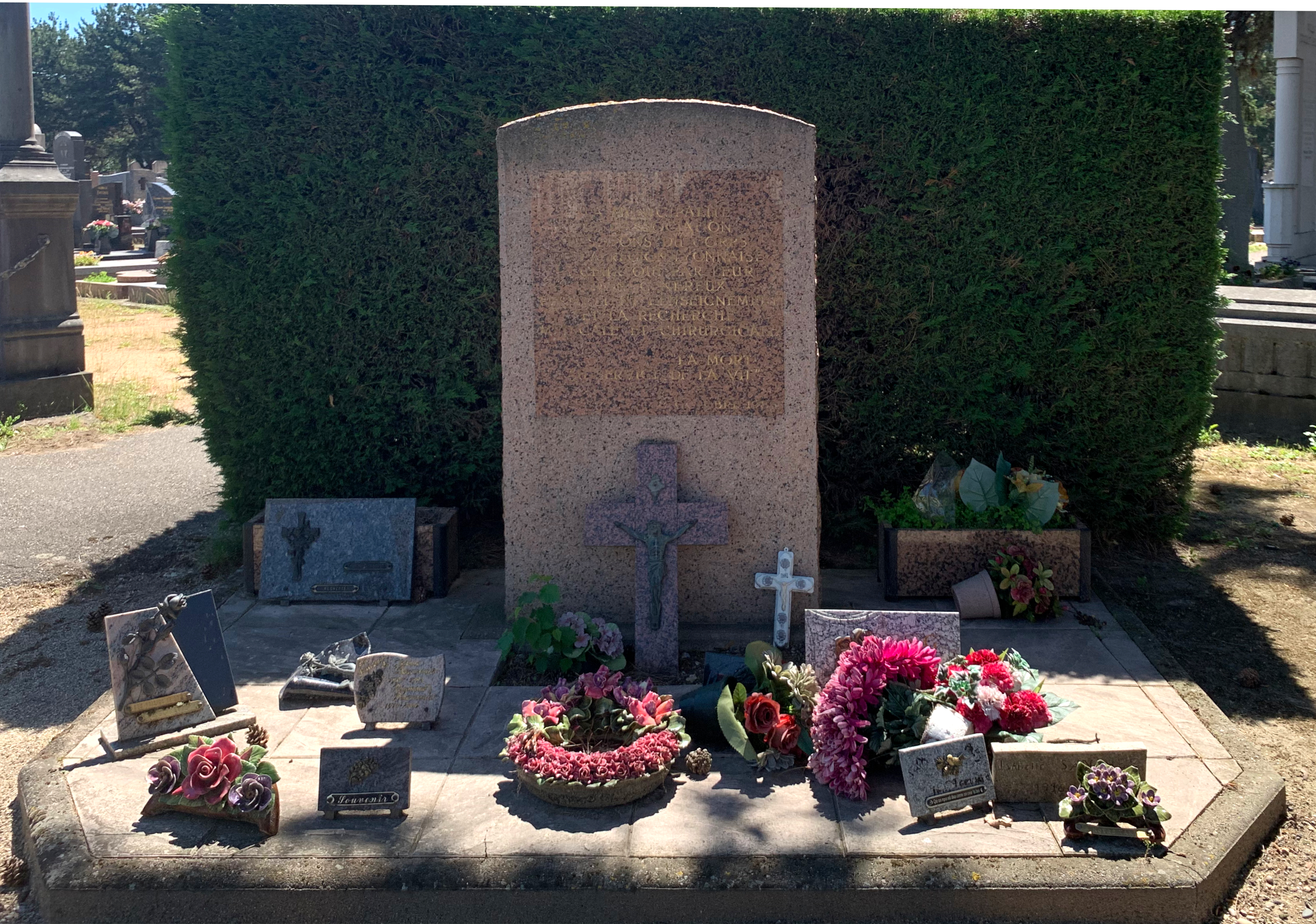
Stèle à la mémoire des personnes qui ont donné leur corps à la science au nouveau cimetière de Villeurbanne.
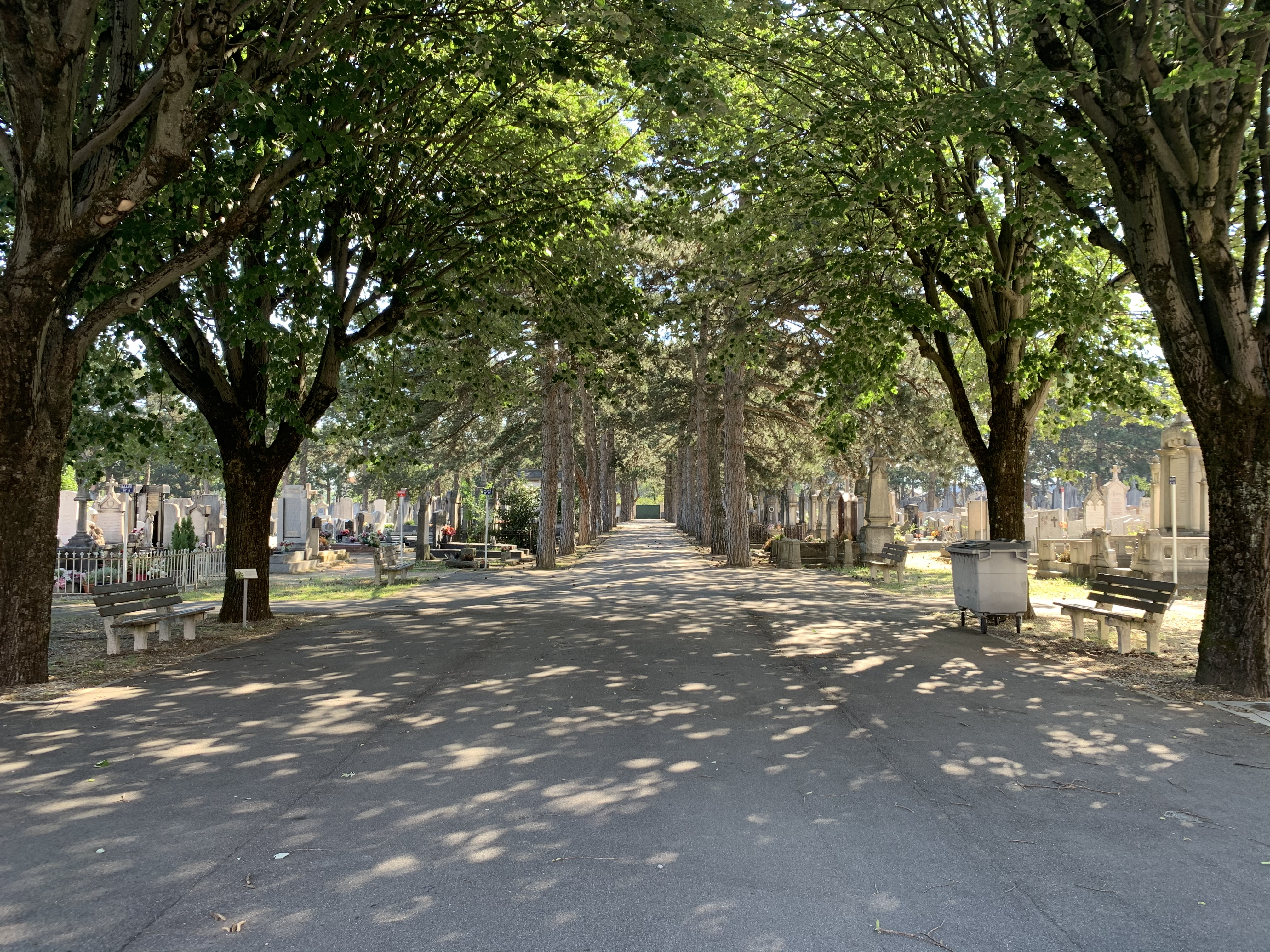
Allée principale issue de l'entrée au 1 rue du cimetière (ancien cimetière).

## Personnalités inhumées

### Ancien cimetière
Plusieurs personnalités sont inhumées dans cet ancien cimetière.
| Personnalité             | Notes | Image |
| ------------------------ | --- | ----- |
| Charles Hernu            | Maire de Villeurbanne, ministre de la défense qui démissionna après l'Affaire du Rainbow Warrior. |       |
| Jean-Louis Chorel        | Sculpteur, statuaire, entre autres auteur du monument aux morts monumental situé dans l'ancien cimetière. |       |
| René et Lucette Desgrand | Militants PCF. René : ancien prêtre ouvrier, conseiller général du canton de Villeurbanne-Nord (1973-1979) et conseiller municipal de Villeurbanne. Lucette : conseillère municipale de Villeurbanne (1983-1991). Il y a une rue René-et-Lucette-Desgrand à Villeurbanne. |       |
| Famille Dolard           | Dont le Docteur Marie-Léon Dolard (1863-1919). La rue du Docteur-Léon-Dolard porte son nom. |       |
| Antonin Perrin           | Industriel, bienfaiteur, conseiller municipal de Villeurbanne. Il existe une rue Antonin-Perrin (Lyon et Villeurbanne). |       |
| Famille Buer             | Famille villeurbannaise qui donna son nom au quartier des Buers. Dont Jacques Lubin Buer (1812-1890), vétérinaire et maire de Villeurbanne de 1871 à 1873. |       |
| Alexis Rousset           | Poète. |       |
| Jean-François Barnoud    | Maire de Villeurbanne de 1888 à 1892. |       |
| Julien Roustan           | Maire de Villeurbanne de 1848 à 1865. |       |
| Jean-Marie Dedieu        | Maire de Villeurbanne de 1878 à 1888. |       |
| Clotlide Gallois         | Accoucheuse (1872-1893). Monument funéraire à huit angelots. Attribué selon les sources à Georges Poli (Gino Poli) ou à Paul-Émile Millefaut. |       |
| Famille Barral           | Sculpteur : Charles Georges Cassou ; architecte : Michel Roux-Spitz. Située en face de celle de Clotlide Gallois. |       |
| Eugène Deruelle          | Vétérinaire (1859-1928). Vétérinaire du Parc de la Tête d'or. Il existe un boulevard Eugène-Deruelle à Lyon. |       |
| Paul Torralba            | Résistant. |       |
| Tita Coïs                | Résistant. Il existe une rue Tita-Coïs à Vaulx-en-Velin. |       |
| Bernard Langinieux       | Poète. |       |
| Charles Rouvière         | Peintre animaliste. |       |
| Jacques Guétat           | Membre des forces aériennes françaises libres. |       |
| Gustave Prat             | Industriel (1842-1892). Propriétaire du château Prat. |       |

### Nouveau cimetière
Plusieurs personnalités sont inhumées dans ce nouveau cimetière,.
| Personnalité                        | Notes | Image |
| ----------------------------------- | --- | ----- |
| Jules Grandclément                  | Maire de Villeurbanne. |       |
| Kaspar Terzakian et Ezekiel Obozian | Nés tous deux en 1911, assassinés par les Allemands le 12 mai 1944. |       |
| Étienne Gagnaire                    | Maire de Villeurbanne. |       |
| Lazare Goujon                       | Maire de Villeurbanne. |       |
| Famille Barange                     | Aimée Barange (née Tardy) et Jean Barange, Justes parmi les nations, ainsi que leur fils Aimée-Jean Barange (30 avril 1910 - 27 décembre 1995), médecin à Villeurbanne : il soigne les républicains espagnols puis les membres de la Résistance. |       |